# Turț
Turț – wieś w Rumunii, w okręgu Satu Mare, w gminie Turț. W 2011 roku liczyła 4384 mieszkańców.